# Eleccions legislatives hongareses de 1958
Les eleccions legislatives hongareses de 1958 se celebraren el 16 de novembre de 1958 per a renovar els 338 membres de l'Assemblea Nacional d'Hongria. Van ser les primeres eleccions celebrades després de la Revolució hongaresa de 1956, que van provocar la reorganització del MDP en el nou Partit Socialista Hongarès dels Treballadors, ara sota el lideratge del reformista János Kádár.

## Resultats
|                                 |                                 |                                 |                                              |           |       |           |     |
| Partit                          | Partit                          | Partit                          | Partit                                       | Vots      | %     | Escons    | +/- |
|                                 | Front Popular Patriòtic         |                                 | Partit Socialista Hongarès dels Treballadors | 6.431.832 | 99,56 | 276 / 338 | 70  |
|                                 | Front Popular Patriòtic         | Independents                    | 62 / 338                                     | 6.431.832 | 99,56 | 30        |     |
| En contra                       | En contra                       | En contra                       | En contra                                    | 28.651    | 0,44  | –         |     |
| Vots en blanc/nuls              | Vots en blanc/nuls              | Vots en blanc/nuls              | Vots en blanc/nuls                           | 33.197    | 0,51  | –         |     |
| Total                           | Total                           | Total                           | Total                                        | 6,370,519 | 100   | 338       |     |
| Votants registrats/participació | Votants registrats/participació | Votants registrats/participació | Votants registrats/participació              | 6.493.680 | 98,38 | –         |     |
| Font: Nohlen & Stöver           |                                 |                                 |                                              |           |       |           |     |